# Kocakent, Mazıdağı
Kocakent là một xã thuộc huyện Mazıdağı, tỉnh Mardin, Thổ Nhĩ Kỳ. Dân số thời điểm năm 2010 là 2.248 người.